# Furacão Paloma
O furacão Paloma foi o décimo sétimo ciclone tropical, o décimo sexto sistema dotado de nome, o oitavo furacão e o quinto furacão "maior" da temporada de furacões no Atlântico de 2008. Paloma foi o segundo ciclone tropical atlântico mais intenso num mês de novembro de toda a história e o terceiro furacão "maior" a atingir Cuba em 2008. O sistema formou-se de uma perturbação tropical que se desenvolveu sobre o sul do mar do Caribe. O sistema seguiu lentamente para o norte e, enquanto passava ao largo da costa nordeste da Nicarágua, se intensificou para uma depressão tropical em 5 de novembro. No dia seguinte, a depressão se fortaleceu para a tempestade tropical Paloma. A partir de então, o sistema começou a seguir para nordeste, intensificando-se rapidamente, se tornando um furacão ainda em 6 de novembro e atingindo seu pico de intensidade em 8 de novembro enquanto passava sobre as Ilhas Cayman, apresentando ventos máximos sustentados de 230 km/h e uma pressão central mínima de 944 mbar. A partir de então, paloma começou a se enfraquecer gradualmente sob os efeitos do cisalhamento assim que se aproximava da costa de Cuba. Paloma atingiu a costa cubana em 9 de novembro, perto da cidade de Santa Cruz del Sur, com ventos máximos sustentados de até 185 km/h. Após seguir sobre Cuba, Paloma começou a se enfraquecer rapidamente devido ao aumento do cisalhamento do vento e à interação com terra. Paloma se enfraqueceu para uma tempestade tropical, e então para uma depressão tropical assim que o sistema seguia praticamente estacionário sobre a região central de Cuba. Ainda durante a noite de 9 de novembro, Paloma degenerou-se para uma área de baixa pressão remanescente.
Paloma causou grandes impactos nas Ilhas Cayman e em Cuba. Somente nas Ilhas Cayman, Paloma provocou 609 milhões de dólares (valores em 2008) em prejuízos, e os danos em Cuba totalizaram 1,4 bilhão de dólares. Cuba também relatou uma morte direta relacionada com os efeitos de Paloma.

## História meteorológica

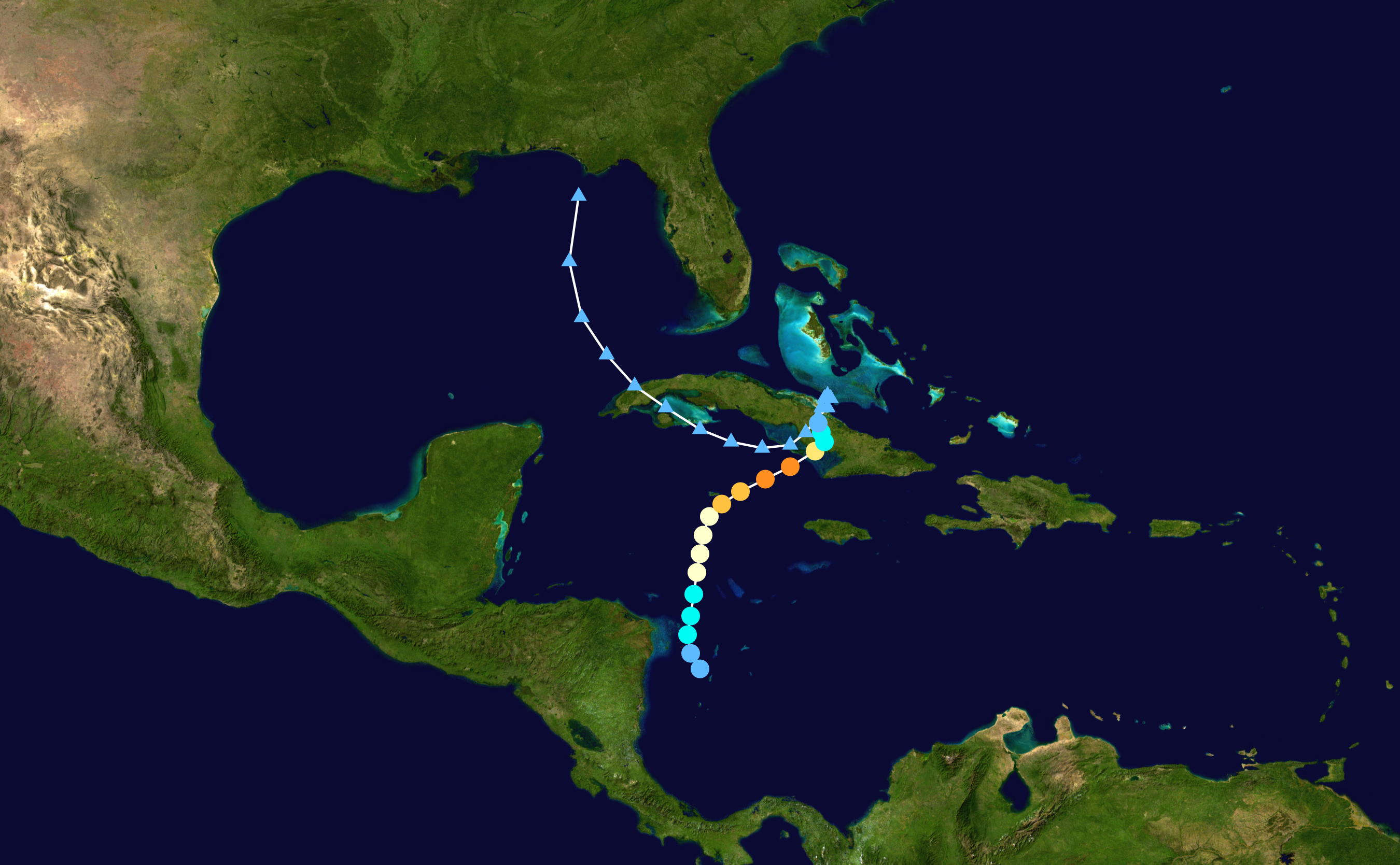
O caminho de Paloma

Uma grande área de distúrbios meteorológicos persistia ativa durante vários dias no sul do mar do caribe. Enquanto isso, uma onda tropical, que tinha deixado a costa ocidental da África em 23 de outubro, fundiu-se com o sistema em 4 de novembro. Com isso, uma grande área de baixa pressão se formou. A partir de então, a perturbação tropical começou a mostrar sinais de organização assim que as áreas de convecção começaram a ficar mais organizadas. Seguindo lentamente para o norte, o sistema continuou a se intensificar e em 5 de novembro, já havia organização suficiente para que o sistema fosse declarado para uma depressão tropical pelo Centro Nacional de Furacões dos Estados Unidos enquanto passava a leste do cabo Gracias a Dios, fronteira da Nicarágua com as Honduras.

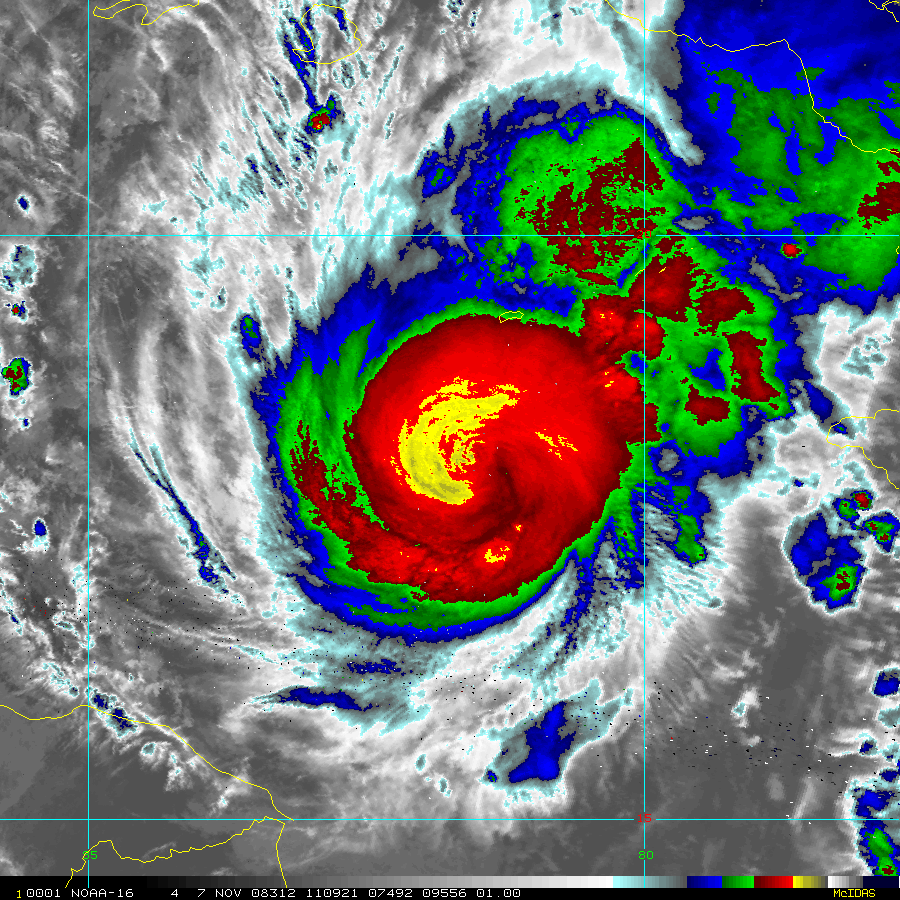
O furacão Paloma sobre as Ilhas Cayman em 7 de novembro

A depressão continuou a se intensificar assim que seu centro ciclônico de baixos níveis começou a se consolidar e assim que novas áreas de convecção começaram a se formar. Durante a madrugada (UTC) de 6 de novembro, um avião caçador de furacões investigou o sistema e encontrou áreas de ventos máximos sustentados de 65 km/h. Com isso, o Centro Nacional de Furacões classificou a depressão para a tempestade tropical Paloma. Com excelentes condições meteorológicas, tais como fluxos de saída de altos níveis providos por um anticiclone de altos níveis, baixo cisalhamento do vento e as águas quentes do mar do Caribe, Paloma continuou a se intensificar continuamente. A partir da manhã de 6 de novembro, uma região de nebulosidade central densa começou a ficar bem estabelecida no centro ciclônico de Paloma. O desenvolvimento da nebulosidade central densa sugeria que Paloma poderia sofrer intensificação explosiva sobre as águas quentes do mar do Caribe. Seguindo para norte pela periferia oeste de uma alta subtropical sobre o Caribe, Paloma continuou a se intensificar. Durante as primeiras horas da madrugada (UTC) de 7 de novembro, uma boia meteorológica registrou ventos máximos sustentados de 115 km/h, indicando que Paloma tinha se fortalecido para um furacão. Ao mesmo tempo, imagens de satélite no canal micro-ondas mostravam a rápida consolidação das áreas de convecção e a formação de um olho.
Paloma continuou a se intensificar gradualmente durante todo aquele dia. No entanto, Paloma começou a sofrer intensificação explosiva a partir da madrugada (UTC) de 8 de novembro, tornando-se um furacão de categoria 3 na escala de furacões de Saffir-Simpson assim que começava a seguir para nordeste quando alcançou a periferia noroeste da alta subtropical que estava situada sobre o Caribe. A tendência de intensificação continuou e dados de um caçador de furacões confirmou que Paloma tinha se tornado um furacão de categoria 4 enquanto passava próximo às ilhas Cayman durante a manhã de 8 de novembro. Durante aquela tarde, Paloma atingiu seu pico de intensidade, com ventos máximos sustentados de 230 km/h, e uma pressão central mínima de 944 mbar. Com isso, Paloma se tornou o segundo ciclone tropical atlântico mais intenso num mês de novembro, ficando somente atrás do furacão Lenny, em 1999.

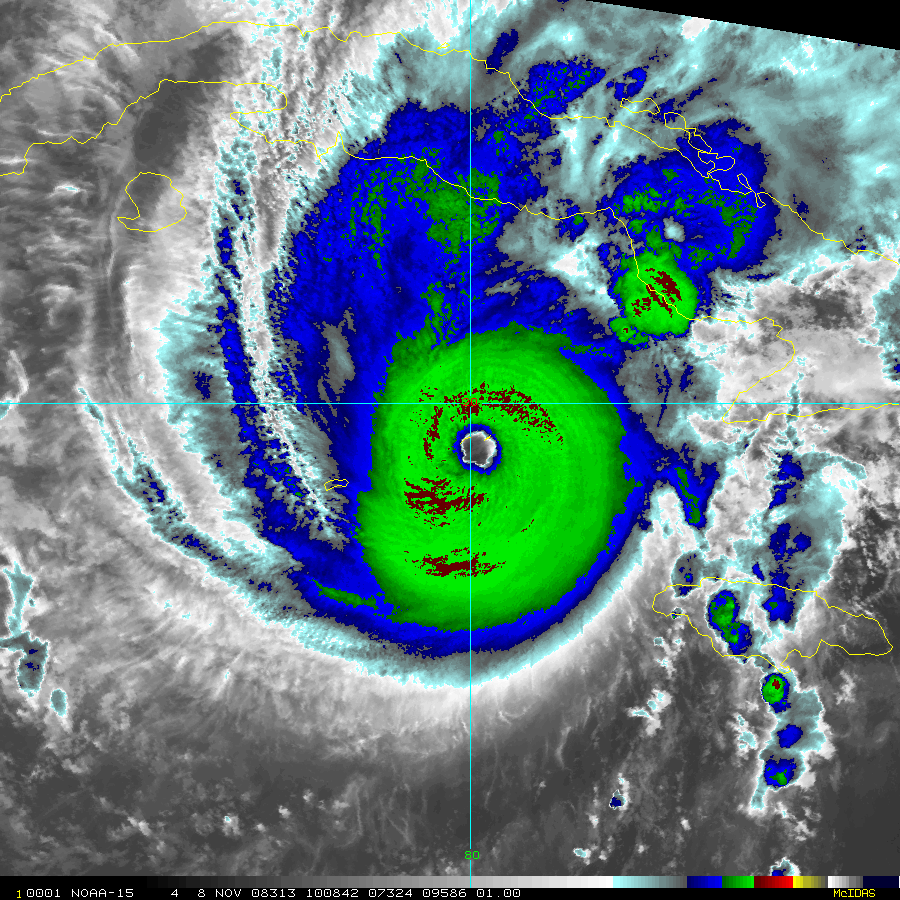
O furacão Paloma em 8 de Novembro afetando as ilhas Cayman

A partir de então, a aparência de Paloma em imagens de satélite começou a se degradar. As imagens de satélite também mostravam duas paredes do olho concêntricas, indicando que um ciclo de substituição da parede do olho estava começando, e indicavam que a temperatura do topo das áreas de convecção começava a aumentar. Estes fatores indicavam que Paloma já tinha atingido seu pico de intensidade e que uma tendência de enfraquecimento estava começando. Mesmo assim, Paloma fez landfall na costa de Cuba, perto de Santa Cruz del Sur, ainda como um furacão "maior" de categoria 3, por volta da meia-noite (UTC) de 9 de novembro, com ventos máximos sustentados de 195 km/h. A tendência de enfraquecimento acelerou quando o cisalhamento do vento aumentou, quando começou a intrusão de ar mais seco e assim que o sistema começou a se interagir com terra. O cisalhamento do vento aumentou ainda mais e começou a separar o centro ciclônico de baixos níveis do centro ciclônico de altos níveis.
Paloma se enfraqueceu para uma tempestade ainda em 9 de novembro, enquanto seguia lentamente para o norte devido aos efeitos do forte cisalhamento do vento. O cisalhamento do vento também retirou praticamente todas as áreas de convecção associadas ao sistema. Seguindo praticamente estacionário sobre Cuba, Paloma se enfraqueceu para uma depressão mais tarde naquele dia, e se degenerou para uma área de baixa pressão remanescente durante as primeiras horas de 10 de novembro. Com isso, o Centro Nacional de Furacões emitiu seu aviso final sobre o sistema. O sistema remanescente de Paloma seguiu então para o Atlântico em 11 de novembro, mas após começar a seguir para sul, o sistema voltou a estar sobre Cuba ainda naquele dia. No dia seguinte, o sistema remanescente de Paloma seguiu para oeste, voltando a seguir sobre o mar do caribe. A partir de então, o sistema começou a seguir para noroeste e para norte, cruzando o extremo oeste da ilha Cubana e cruzando o golfo do México, alcançando a costa do panhandle da Flórida em 14 de novembro. O sistema se dissipou totalmente sobre os Estados Unidos mais tarde naquele dia.

## Preparativos
Assim que o NHC declarou a formação da depressão tropical ao largo da costa caribenha da Nicarágua, o governo das Honduras emitiu um alerta de tempestade tropical para a sua costa caribenha, entre o cabo Gracias a Dios na fronteira com a Nicarágua, até a localidade de Limón. Poudo depois, o governo da Nicarágua fez o mesmo, ficando válido o alerta de tempestade tropical para a sua costa caribenha, entre Puerto Cabezas e o cabo Gracias a Dios. Mais tarde, o governo das ilhas Cayman declarou um alerta de furacão para todas as suas ilhas. Em 7 de Novembro, o governo das ilhas Cayman elevou o alerta para um aviso de furacão, enquanto que o governo de Cuba também declarou alertas e avisos de furacão e de tempestade tropical para algumas províncias do centro e do sudeste da ilha. O governo das Bahamas também emitiu alertas e avisos de tempestade tropical em 8 de Novembro.

## Impactos
Paloma causou grandes impactos nas Ilhas Cayman e em Cuba. Somente nas Ilhas Cayman, Paloma provocou 609 milhões de dólares (valores em 2008) em prejuízos, e os danos em Cuba totalizaram 1,4 bilhão de dólares. Cuba também relatou uma morte direta relacionada com os efeitos de Paloma.